# Lista de canais do Brasil
Esta é uma lista dos canais do Brasil:
- Canal Pereira Barreto - liga o rio Tietê ao rio Paraná
- Canal das Laranjeiras (Laguna)
- Canal do Cassiquiare - liga a Bacia Amazônica à Bacia do Orinoco
- Canal do Linguado - ligava a Baía de Babitonga ao oceano Atlântico
- Canal de Piaçagüera - liga o estuário de Santos à COSIPA
- Canal de São Gonçalo - liga a Laguna dos Patos à Lagoa Mirim
- Canal Macaé-Campos - liga Macaé a Campos
- Canal Derby-Tacaruna - Liga o Rio Capibaribe ao Rio Beberibe, no Recife, formando a Ilha da Boa Vista
- Canal do Trabalhador - liga o Açude Orós ao Açude Pacajus
- Canal 1
- Canal 2
- Canal 3
- Canal 4
- Canal 5
- Canal 6
- Canal 7
- Canal da Integração Liga o Açude Castanhão ao Açude Pacajus
- Canal do Pataxó - Leva águas da Barragem Armando Ribeiro Gonçalves, no rio Piranhas/Açú no município de Itajá até o açude Pataxó no município de Ipanguaçu.